# Lawrence Berkeley National Laboratory

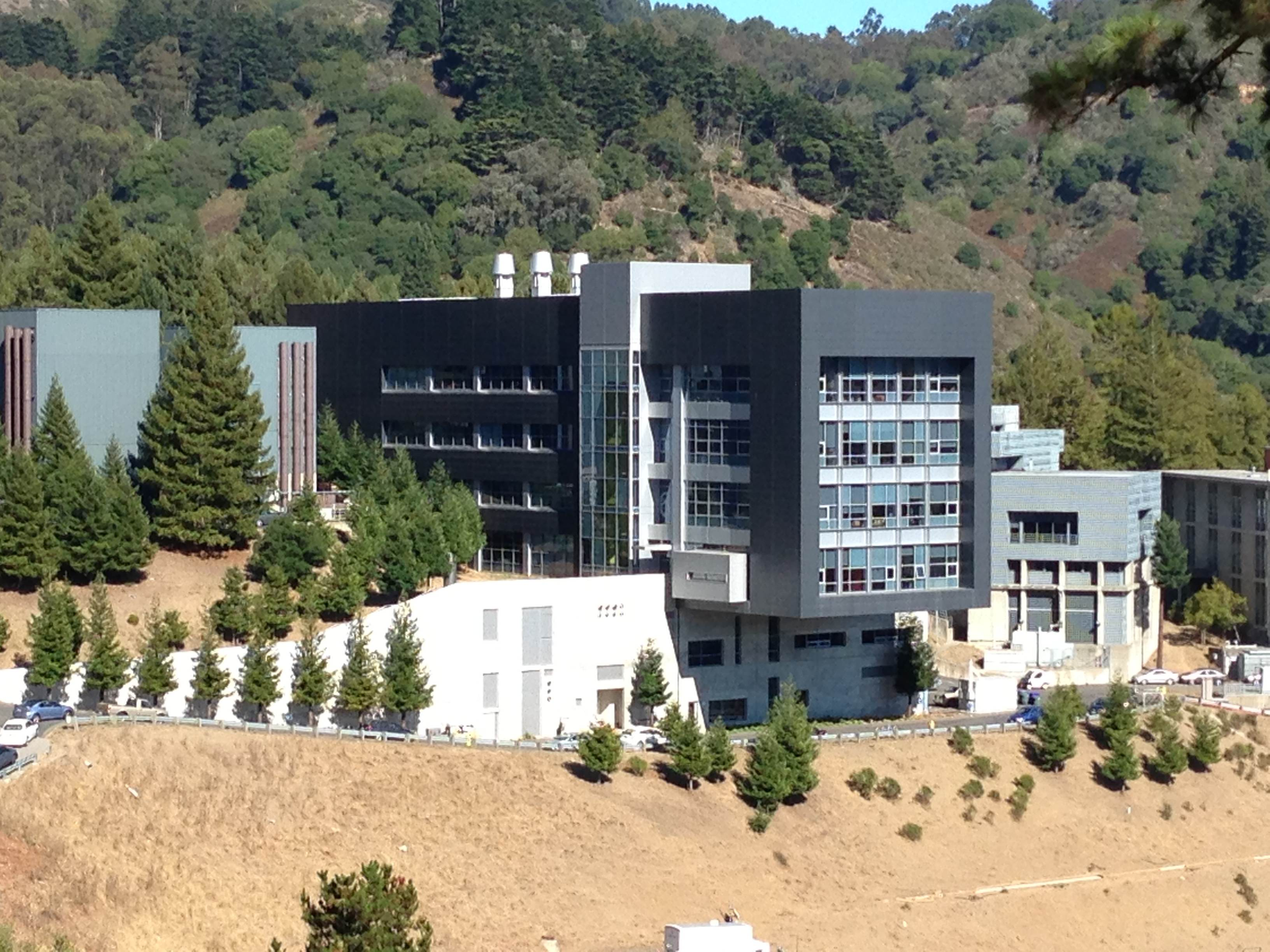
Moleculary Foundry på Berkeley.

Ernest Orlando Lawrence Berkeley National Laboratory (förkortat LBL eller LBNL och ofta kallat bara Berkeley Lab), är ett av amerikanska Department of Energys (DOE) nationella forskningslaboratorier som bedriver icke-sekretessbelagd vetenskaplig forskning. Det är beläget i kullarna ovanför campus för University of California, Berkeley, i Berkeley, USA.  Laboratoriet sköts och drivs av University of California. Berkeley Lab är det äldsta av DOE:s nationella laboratorier.